# Степовий варан
Степовий варан (Varanus exanthematicus) — представник родини варанових. Має також іншу назву Варан Боска.

## Опис
Степовий варан має міцну статуру. Довжина тулуба у нього сягає від 2,5 до 3 метрів, проте здебільшого розміри цього варана дорівнюються 1—1,2 м. Має коротку, коробчату голову. Візерунок на спині від сірого до світло-жовтого кольору з кремовими, блакитно—білими або світло-синіми плямами. Ці варани наділені сильними кінцівками з гострими кігтями для кращого риття та лазання по скелям, також у нього є дуже сильні щелепи, якими він може легко розчавити кістки своєї здобичі. У степових варанів потужний, але короткий круглий хвіст. Хвіст варана зберігає жир, як джерело енергії.

## Спосіб життя
Степові варани пересуваються по суходолу. Полюбляє відкриті місцини, пасовиська, луги. Вони гарно лазають по деревах.
Він є хижаком. Харчується здебільшого комахами, скорпіонами, павуками, дрібними ссавцями, яйцями, птахами, невеликими ящірками, зміями й падлом.
Варани є яцекладучими тваринами. Самка відкладає кладку яєць, зазвичай у неглибокій гніздовий норі, яку вона викопує серед коренів чагарників. Кількість яєць сягає 50 штук розміром 45 мм в довжину. Яйця розвиваються протягом 100 днів, молодь з'являється на початку сезону дощів — у березні-квітні. Молоді варани мають загальну довжину до 13 см.
У стосунках із ворогами степовий варан воліє рятуватися втечею або зображувати мертвого. Проте у випадку, коли це не можливо, він захищає себе за допомогою ударів хвоста і в разі необхідності наносить потужні та болючі укуси. Водночас його товста шкіра є стійкою до укусів інших варанів, а також тварин має імунітет до більшості зміїної отрути. Якщо трапляється великого хижак, то степовий варан завалюється на спину й хапає задню ногу до рота, скручує своє тіло кільцями. Також він може розширяти своє горло та тіло, щоб видатися більш великим у розмірах.
Живуть степові варани у неволі від 10 до 12 років.

## Розповсюдження
Мешкає степовий варан від півдня Сахари, Сенегалу й західної Еритреї до північного Заїру.